# Régis Hector
Pour les articles homonymes, voir Hector.
 (octobre 2018).
Régis Hector, plus connu sous le pseudonyme Hector, né le 14 juin 1964à Metz (57) est un auteur de bande dessinée, dessinateur de presse et illustrateur français.

## Biographie
Dessinateur de presse, auteur BD, illustrateur de romans et livres d’histoire.
Passé par l'École des Beaux Arts de Metz, il collabore à France 3 Lorraine, créé le fanzine Mad Moselle.
Après plusieurs one-schot et illustrations pour des nouvelles policières, il imagine en 1999 les personnages d'«Oscar et Mauricette», ces derniers poursuivent toujours leurs aventures (avec Patrick Bousquet au scénario). En 2014, choisi par la famille Laydu, il réalise l'adaptation en BD de «Bonne nuit les petits». En 2021, il s’associe au journaliste Marc-Antoine Deroubaix pour réaliser la BD «Deux pitchouns dans l’enfer de Verdun» puis ils publient ensemble en 2022, " L'exploit ! ", une BD racontant l'aventure humaine et sportive du FC Metz en 1984 quand le club lorrain a éliminé le FC Barcelone en Coupe d'Europe.
Début 2024, il publie "Ma guerre (illustrée) d'Ukraine" un recueil de 120 pages reprenant l'ensemble de ses dessins de presse depuis l'invasion russe en Ukraine. Un livre publié aux éditions Michel Taube avec le partenariat du Musée de la guerre de Kyiv et du Centre Mondial de la Paix de Verdun et préfacé par Mykhailo Podolyak, conseiller du Président Volodymyr Zelensky.
Dessinateur de presse pour le Républicain Lorrain, L'Est Républicain et Vosges Matin jusqu'en janvier 2021, pour le JDE (Journal des Enfants) depuis février 2019, il collabore désormais au site d'informations Opinion Internationale et au magazine Montagnes des Vosges. En parallèle, il illustre et collabore dans de nombreux médias d'entreprises ou institutionnels.

## Publications

### Dessins de presse

#### Ma guerre (illustrée) d'Ukraine 2
yellowblue Éditions  - 2025

#### Ma guerre (illustrée) d'Ukraine
Éditions Michel Taube - 2023

### Bandes dessinées

#### Les Bikers ont du cœur (tome 3)
Collectif avec Marc-Antoine DeRoubaix (scénario), Éditions Un point c'est tout ! - 2023

#### L'exploit! (les belles pages du FC Metz)
avec Marc-Antoine DeRoubaix (scénario), Éditions FC Metz - 2022

#### Deux pitchounes dans l'enfer de Verdun
avec Marc-Antoine DeRoubaix (scénario), Éditions Orep - 2021

#### Bonne nuit les petits, les aventures de Gros Nounours, Nicolas et Pimprenelle
(dessin) avec Laydu (scénario), Éditions Orep
1. La tête dans les étoiles - 2014
2. Quel cirque ! - 2016

#### Les nouvelles z'aventures d’Oscar et Mauricette
avec Patrick Bousquet (scénario), Éditions Orep
1. Les Disparus de Verdun (nouvelle édition - entièrement redessiné) - 2016
2. Alerte rouge à Vaux et à Douaumont ! - 2017
3. Peur sur la Citadelle - 2020

#### Les z'aventures d’Oscar et Mauricette
avec Patrick Bousquet (scénario à partir du tome 6), Éditions Serpenoise
1. Le Fantôme de Malbrouck - 1999
2. Le Retour du Graoully - 2000
3. Coup Franc contre les grenats - 2001
4. L’empereur de Bliesbruck - 2002
5. Enquête au Républicain lorrain - 2003
6. Les Disparus de Verdun - 2003
7. Symphonie achevée en sol mineur - 2004
8. …À la place de Stan ! - 2005
9. Terreur à Gérardmer - 2006
10. Dans le feu de l'action - 2007
11. Traquenard à Grande Vitesse - 2008
12. Embrouille au Kalimanga - 2009
13. Le Rallye de tous les dangers - 2010
14. Le Secret du U-999 - 2011
15. Drôles de zozos au Zoo d'Amnéville - 2012
16. La révolution est en Mars - 2013

##### Les Aventures d’Oscar et Mauricette(Hors série)
avec Patrick Bousquet (scénario) Éditions Serpenoise
1. Une mamie d’enfer - 2004
2. Racket sur fond de court - 2005
3. Bulles de match  - 2006
4. Menace sur la Louvière - 2008
5. Des balles et des bulles - 2008

#### Les Aventures de Loufock Scholmes
1. Le Mystère des feuilles mortes - (dessin) avec Patrick Bousquet (scénario) - Éditions Serpenoise - 2002

#### Albums uniques
- Désirable Désirée (dessin), avec Barthes (scénario) - Beauty Palace Editeur - 1986 - Rééditions Lobédé - 1995
- La Malédiction des crapauds - Aventure Mont St-Quentin éditeur - 1997
- Petits trucs pour réaliser ta B.D. - 1998
- Golfeurs et Cie - (dessin), avec Michel Besanceney (scénario), Jungle - 2005
- Héros du jour J - 2006
- Saint Nigola - avec Patrick Bousquet (scénario), Éditions Serpenoise - 2009
- Enfer et contre tout ! - 2009

### Illustrations livres
- Pages de guerre 39-45  (textes de Patrick Bousquet - Editions Orep) - 2024
- Joséphine Baker fait son entrée au Panthéon ! (textes de Marie-Noëlle Cocton - Editions Didier) - 2023
- The Marly Lancaster (textes de Patrick Bousquet - Editions Orep) - 2022
- Comme une bouteille à la mer... Le message de paix de Fiquelmont (textes de Patrick Bousquet - Éditions Orep) - 2016
- Le Lancaster de Marly (textes de Patrick Bousquet - Éditions Orep) - 2015
- Pages de Gloire, 1914-1918 (textes de Patrick Bousquet - Éditions Serpenoise) - 2014
- Faits d'hier (textes de Michel Genson - Éditions Éditions Serpenoise) - 2009
- Contes de toutes les couleurs (textes de Patrick Bousquet - Éditions Serpenoise) - 2009
- Seras-tu Roi d'Angleterre ? livre-jeux (texte de David Lemaresquier et Gilles Pivard - Éditions Orep) - 2007
- Héros du Jour J (textes de Patrick Bousquet - Éditions Orep) - 2006
- La tapisserie de Bayeux racontée aux enfants (texte de David Lemaresquier et Gilles Pivard - Éditions Orep) - 2006
- La Lorraine sous la botte (texte de Patrick Bousquet - Éditions Serpenoise) - 2005
- Les bébés naissent dans les épuisettes (texte de Pascale Tonin - P. Tonin) - 2004
- Verdun : de l'enfer à la gloire (textes de Patrick Bousquet - Éditions Serpenoise) - 2004
- 6 juin 1944 : objectif Normandie (texte de Patrick Bousquet - Éditions Serpenoise) - 2003
- Champions Circus (texte de Jo Gouttebel - Roser éditeur) - 1997

### Illustrations de romans
- Les aventures de Loufock Scholmes (roman de Patrick Bousquet - Éditions Sed) - 2025
- Le roman de Renarde, Fifine au pays des hommes (roman de Bruno-Gilles Liebgott - Éditions Paroles de Lorrains) - 2024
- Flash, le héros du Blitz (roman de Patrick Bousquet - Éditions Eleven Bravo) - 2023
- Bleu, la nuit du Vengeur (roman de Patrick Bousquet - Éditions Orep) - 2021
- Les neiges de l'enfer (roman de Patrick Bousquet - Éditions Orep) - 2020
- Victor, franchir ou mourir (roman de Patrick Bousquet - Éditions Orep) - 2020
- Bleu, brouillards mortels (roman de Patrick Bousquet - Éditions Orep) - 2019
- Bleu, chien soleil des tranchées (réédition - roman de Patrick Bousquet - Éditions Orep) - 2018
- Frangin de Verdun (roman de Patrick Bousquet- Éditions Orep) - 2018
- Bleu, le piège de Douaumont ( réédition - roman de Patrick Bousquet- Éditions Orep) - 2018
- Bleu, le silence des armes - (réédition - roman de Patrick Bousquet - Éditions Orep) - 2017
- Bleu, la dernière cible - (réédition - roman de Patrick Bousquet - Éditions Orep) - 2017
- Bleu, le fantôme de 23h17 - (réédition - roman de Patrick Bousquet - Éditions Orep) - 2017
- Danger de mort sur la ligne Maginot (roman de Patrick Bousquet - Éditions Orep) - 2017
- Bleu, Fer de Lance (roman de Patrick Bousquet - Éditions Orep) - 2016
- Bleu, les années feu (réédition - roman de Patrick Bousquet - Éditions Orep) - 2016
- Contes, récits et légendes du Pays Basque (Textes de Patrick Bousquet - Éditions Pimientos) - 2016
- Des collégiens contre Hitler (roman de Patrick Bousquet - Éditions Serpenoise) - 2015
- Les fracassés (roman de Patrick Bousquet - Éditions Serpenoise) - 2014
- Bleu, le piège de Douaumont (roman de Patrick Bousquet - Éditions Serpenoise) - 2013
- Chance, mot de passe : Lorraine (roman de Patrick Bousquet - Éditions Serpenoise) - 2012
- Le quartet du dragon, les titans des éléments (roman de Nathan Muller - Éditions Gallo-Romaines) - 2011
- Un tank nommé Éternité (roman de Patrick Bousquet- Éditions Serpenoise) - 2011
- Bleu, la nuit du vengeur (roman de Patrick Bousquet - Éditions Serpenoise) - 2010
- Le quartet du dragon, la cité des nuages (roman de Nathan Muller - Éditions Serpenoise) - 2009
- Meurtres par procuration (roman de Steve Rosa - Éditions Serpenoise) - 2009
- Chance, les ailes de la Liberté (roman de Patrick Bousquet - Éditions Serpenoise) - 2009
- Meurtres en satin blanc (roman de Steve Rosa - Éditions Serpenoise) - 2008
- Bleu, la dernière cible (roman de Patrick Bousquet - Éditions Serpenoise) - 2008
- Meurtres pâtissiers (roman de Steve Rosa - ÉEditions Serpenoise) - 2007
- Les yeux du blockhaus (roman de Patrick Bousquet - Éditions Serpenoise) - 2007
- Les neiges de l'enfer (roman de Patrick Bousquet - Éditions Serpenoise) - 2007
- Meurtres sur bristol (roman de Steve Rosa - Éditions Serpenoise) - 2006
- Bleu, le fantôme de 23h17 (roman de Patrick Bousquet - Éditions Serpenoise) - 2006
- Meurtres à livre ouvert (roman de Steve Rosa - Éditions Serpenoise) - 2005
- Faventia (roman de Noëlle Dedeyant - Éditions Serpenoise) - 2005
- La banquise a croqué le chat noir (roman de Patrick Bousquet - Éditions Serpenoise) - 2005
- Bleu, le silence des armes (roman de Patrick Bousquet - Éditions Serpenoise) - 2004
- Douze à table (texte de Gaston Schwinn - Éditions Serpenoise) - 2003
- 4e Nord-Est 1036 (roman de Jean-François Prat - Éditions Serpenoise) - 2003
- Le monstre d'acier (roman de Patrick Bousquet - Éditions Serpenoise) - 2003
- Les étoiles d'Omaha (roman de Patrick Bousquet - Éditions Serpenoise) - 2003
- L'étrange médecin lorrain (roman de Armand Toupet - Éditions Serpenoise) - 2002
- Un ami tombé du ciel (roman de Patrick Bousquet - Éditions Serpenoise) - 2001
- Le rouleau de soie blanche (nouvelle de Eva David - Beauty Palace Éditeur) - 1994
- La preuve par l'œuf (nouvelle de P. Schweizer - Beauty Palace Éditeur) - 1992
- Faut pas toucher aux fées même si elles squattent (nouvelle de J. Syreigeol - Beauty Palace Éditeur) - 1991
- Le père Pigeon (nouvelle de Marie et Joseph - Beauty Palace Éditeur) - 1991
- Lettre morte (nouvelle de Didier Deaninckx - Beauty Palace Éditeur) - 1989

### Strips
- Humour dans le magazine de l'UNICED - depuis 2021
- Humour dans le magazine de l'UNIM - depuis 2018
- Mir & Belle (Mag+) - depuis 2016
- Utzy (Magazine municipal de Yutz) - depuis 2002
- Bibi Ordi (supplément multimédia du RL) de 2000 à 2007
- Jean Nassur chasse les risques (magazine Sovab, usine du groupe Renault) - 2004
- Sinagah, l'empêcheur de pas tourner rond (Haganis, traitement des déchets) - 2003
- Droit au but avec Graoully (magazine du FC Metz Feu sacré) - 2000 à 2001
- Coco Musico (supplément des Arts et Spectacles du RL) - 1989 à 1990